# Skeleton aux Jeux olympiques de 2018 - Femmes
Navigation
Sotchi 2014 Pékin 2022
L'épreuve féminine de skeleton aux Jeux olympiques de 2018 a lieu les 16 et 17 février 2018 sur la piste du Centre de glisse d'Alpensia en Corée du Sud.

## Médaillées
| Or                                  | Argent                         | Bronze                       |
| Elizabeth Yarnold (Grande-Bretagne) | Jacqueline Lölling (Allemagne) | Laura Deas (Grande-Bretagne) |

## Résultats
| Rang                                | Dossard | Athlète               | Pays            | Tour 1  | Tour 2  | Tour 3  | Tour 4  | Total         | Différence |
| ----------------------------------- | ------- | --------------------- | --------------- | ------- | ------- | ------- | ------- | ------------- | ---------- |
| Médaille d'or, Jeux olympiques      | 14      | Elizabeth Yarnold     | Grande-Bretagne | 51 s 66 | 52 s 30 | 51 s 86 | 51 s 46 | 3 min 27 s 28 | –          |
| Médaille d'argent, Jeux olympiques  | 7       | Jacqueline Lölling    | Allemagne       | 51 s 74 | 52 s 12 | 52 s 04 | 51 s 83 | 3 min 27 s 73 | + 0 s 45   |
| Médaille de bronze, Jeux olympiques | 10      | Laura Deas            | Grande-Bretagne | 52 s 00 | 52 s 03 | 51 s 96 | 51 s 91 | 3 min 27 s 90 | + 0 s 62   |
| 4                                   | 9       | Janine Flock          | Autriche        | 51 s 81 | 52 s 07 | 51 s 92 | 52 s 12 | 3 min 27 s 92 | + 0 s 64   |
| 5                                   | 6       | Tina Hermann          | Allemagne       | 51 s 98 | 52 s 31 | 51 s 83 | 51 s 86 | 3 min 27 s 98 | + 0 s 70   |
| 6                                   | 8       | Anna Fernstädt        | Allemagne       | 51 s 99 | 52 s 17 | 51 s 88 | 52 s 00 | 3 min 28 s 04 | + 0 s 76   |
| 7                                   | 13      | Lelde Priedulēna      | Lettonie        | 52 s 14 | 52 s 17 | 52 s 09 | 52 s 09 | 3 min 28 s 49 | + 1 s 21   |
| 8                                   | 17      | Kimberley Bos         | Pays-Bas        | 52 s 33 | 52 s 26 | 51 s 99 | 52 s 01 | 3 min 28 s 59 | + 1 s 31   |
| 9                                   | 4       | Elisabeth Vathje      | Canada          | 52 s 45 | 52 s 01 | 52 s 37 | 51 s 82 | 3 min 28 s 65 | + 1 s 37   |
| 10                                  | 5       | Jane Channell         | Canada          | 52 s 42 | 52 s 28 | 52 s 28 | 52 s 09 | 3 min 29 s 07 | + 1 s 79   |
| 11                                  | 16      | Marina Gilardoni      | Suisse          | 52 s 34 | 52 s 35 | 52 s 28 | 52 s 46 | 3 min 29 s 43 | + 2 s 15   |
| 12                                  | 11      | Mirela Rahneva        | Canada          | 52 s 48 | 52 s 33 | 52 s 06 | 52 s 65 | 3 min 29 s 52 | + 2 s 24   |
| 13                                  | 12      | Katie Uhlaender       | États-Unis      | 52 s 33 | 52 s 40 | 52 s 33 | 52 s 55 | 3 min 29 s 61 | + 2 s 33   |
| 14                                  | 15      | Kim Meylemans         | Belgique        | 52 s 56 | 52 s 54 | 52 s 34 | 52 s 26 | 3 min 29 s 70 | + 2 s 42   |
| 15                                  | 2       | Jeong Sophia          | Corée du Sud    | 52 s 47 | 52 s 67 | 52 s 47 | 52 s 28 | 3 min 29 s 89 | + 2 s 61   |
| 16                                  | 19      | Jaclyn Narracott      | Australie       | 52 s 53 | 52 s 76 | 52 s 62 | 52 s 82 | 3 min 30 s 73 | + 3 s 45   |
| 17                                  | 18      | Kendall Wesenberg     | États-Unis      | 52 s 77 | 52 s 96 | 52 s 54 | 52 s 65 | 3 min 30 s 92 | + 3 s 64   |
| 18                                  | 1       | Maria Marinela Mazilu | Roumanie        | 53 s 31 | 53 s 47 | 53 s 48 | 53 s 66 | 3 min 33 s 92 | + 6 s 64   |
| 19                                  | 3       | Takako Oguchi         | Japon           | 53 s 82 | 53 s 41 | 53 s 62 | 53 s 11 | 3 min 33 s 96 | + 6 s 68   |
| 20                                  | 20      | Simidele Adeagbo      | Nigeria         | 54 s 19 | 54 s 58 | 53 s 73 | 54 s 28 | 3 min 36 s 78 | + 9 s 50   |